# Vittorio Rizzi (calciatore)
Vittorio Tommaso Rizzi (Brescia, 26 agosto 1902 – Brescia, 29 ottobre 1966) è stato un calciatore italiano, di ruolo attaccante.

## Biografia
Vittorio Rizzi nasce a Brescia nel 1902 quale figlio del meccanico Luigi Rizzi e di Lucia Quattroccoli.

## Carriera
Iniziò ventenne al Brescia, dove disputò sette campionati, esordendo il 2 ottobre 1921 nella gara Venezia-Brescia (2-0). Con le rondinelle collezionò 91 presenze e mise a segno 15 reti, per poi passare al Legnano, dove chiuse la carriera di calciatore. Con i "Lilla" giocò quattro stagioni e disputò il campionato di Serie A 1930-1931.